# 놀도르
놀도르(Noldor)는 톨킨의 저작에 나타나는 요정의 한 무리 중 가운데땅에서 발리노르로 두 번째로 건너간 집단을 지칭한다. 놀도르(Noldor)는 퀘냐로 놀도(Noldo)의 복수형이다. 신다린으로는 골로드(Golodh)라 하고, 복수형으로 골로드림(Golodhrim)으로 칭한다. 이들의 언어는 퀘냐이지만, 가운데땅으로 돌아간 이들은 신다린을 배워서 썼다.
집필 초기 단계에 신다린은 놀도르의 언어로 설정되어 있었으며 놀도르라는 호칭 대신에 Gnome이나 Deep-Elf(호빗에서의 호칭)로 불리기도 하였다. 
놀도르는 작품 상에서 가장 지식과 기술에 많은 관심을 가지고 있었으며, 페아노르나 쿠루핀, 켈레브림보르와 같은 뛰어난 대장장이들이 여럿 있었고 설정상 퀘냐를 표기하는 문자인 텡과르를 개발한 종족이다. 이 때문에 이들을 지식의 요정이라고도 한다. 놀도라는 단어 자체도 지식을 많이 갖춘 자를 뜻한다.

## 기원
놀도르의 기원은 쿠이비에넨 호수에서 두번째로 깨어난 요정 타타의 이름을 딴 타탸르(Tatyar)이다.
발라들이 요정을 발리노르로 부르자 타탸르 중 절반은 가운데땅에 남아 아바리(Avari)가 되었고 나머지 절반은 발리노르로 떠나는 것에 찬성하여 이후 놀도르(Noldor)라 불리게 되었다.

## 역사
놀도르의 첫 번째 대왕은 놀도르가 발리노르로 건너갈 때부터 집단을 이끈 핀웨이다. 발리노르에서 놀도르는 티리온에 거주했다. 이후 모르고스가 핀웨를 살해하고, 핀웨의 아들 페아노르가 제작한 보석인 실마릴을 훔쳐 가자, 이에 분개한 페아노르는 모르고스를 쫓아 놀도르들이 가운데땅으로 돌아갈 것을 종용했다. 그러나 이 과정에서 텔레리를 학살하는 과오를 범하여 발라들에 의해 불운을 겪을 것이라는 경고를 받았다. 이 이후에도 놀도르는 집단 내부의 갈등으로 인해 여러 고난을 겪었다. 원래는 페아노르와 두 이복동생 핑골핀과 피나르핀의 집단이 있었으나, 피나르핀의 무리는 발리노르를 떠나지 않았고, 페아노르가 먼저 배를 타고 바다를 건넌 다음 배를 불태웠기 때문에 핑골핀과 갈라서게 되었다.
가운데땅에 도착한 놀도르는 여러 왕국을 세웠다. 페아노르가 별빛속의 전투에서 전사한 이후 페아노르의 아들들은 벨레리안드 동쪽으로 갔고, 핑골핀의 무리는 서쪽에 자리를 잡았다. 이들은 수백년 동안 북쪽의 모르고스와 대치하였으나 돌발 화염의 전투 이후로는 고난의 나날이었다. 결국 1시대가 끝날 무렵 놀도르 중 다수는 발리노르로 돌아갔다. 
가운데땅에 잔류한 놀도르도 많았는데 반지의 제왕에 등장하는 곤돌린의 12가문 영주
글로르핀델, 갈라드리엘과 길 갈라드가 대표적이다.
놀도르의 역사는 《실마릴리온》에 자세히 실려 있다. 

## 같이 보기
요정 (가운데땅)
바냐르
텔레리
핀웨
요정의 동족살해